# Koriša
Korishë en albanais et Koriša en serbe latin (en serbe cyrillique : Кориша) est une localité du Kosovo située dans la commune/municipalité de Prizren/Prizren et dans le district de Prizren/Prizren. Selon le recensement kosovar de 2011, elle compte 5 279 habitants, dont 5 278 Albanais.

## Histoire
Sur le territoire du village se trouve l'ermitage et monastère orthodoxe serbe de Saint Pierre-de-Koriša fondé au XIIIe siècle et inscrit sur la liste des monuments culturels d'importance exceptionnelle de la république de Serbie.

## Démographie

### Évolution historique de la population dans la localité
| 1948 | 1953 | 1961  | 1971  | 1981  | 1991  | 2011  |
| ---- | ---- | ----- | ----- | ----- | ----- | ----- |
| 864  | 998  | 1 236 | 1 980 | 3 085 | 4 065 | 5 279 |

|  |